# Ceromitia geminata
Ceromitia geminata is een vlinder uit de familie van de langsprietmotten (Adelidae). De wetenschappelijke naam van de soort is voor het eerst geldig gepubliceerd door Meyrick in 1914.
De soort komt voor in tropisch Afrika.